# 뮤직스테이션 (KBS)
《뮤직스테이션》은 1993년 5월 3일부터 1993년 10월 11일까지 방영된 KBS 2TV의 전문 음악 프로그램이다.

## 상세 설명
월요일 저녁 7시부터 약 50분간 방송했으며, 가수와 배우를 초대하여 노래를 듣고 진행자들과 이야기를 나누는 10 ~ 20대를 겨냥한 음악 프로그램이었다. 1993년 봄 개편으로 신설되었으나 같은 해 가을 개편으로 6개월만에 종영되었다. 1회에는 송은이, 김생민, 백재현이 프로그램을 진행했으나, 3회에서 이지형과 염정아로 교체된 다음, 4회부터 24회까지 드라마 《내일은 사랑》의 출연자인 김현아, 이지형, 이경심이 고정 진행했다.
2021년 3분기부터 2022년 초까지 KBS의 유튜브 채널 Again 가요톱10을 통해 상당수 방송분이 공개된 바 있다.

## 방영 목록

### 1993년
| 회차 | 방송일    | 출연자                                                                      | 다시보기 | 비고                                 |
| ---- | --------- | --------------------------------------------------------------------------- | -------- | ------------------------------------ |
| 1회  | 5월 3일   | 노이즈, 이무송, 김준선, 신성우, 잼                                          |          |                                      |
| 2회  | 5월 10일  | 김종서, 남경주, 이정화, 듀스, 노이즈                                        |          |                                      |
| 3회  | 5월 17일  | 김원준, 나현희, 듀스, E.O.S., 임하룡, 김준선, 캡틴퓨쳐, 강지훈              |          |                                      |
| 4회  | 5월 24일  | 윤상, 와일드 로즈, 1730, 색종이, 하수빈                                     |          |                                      |
| 5회  | 5월 31일  | 노이즈, 잼, 잉크, 손지창, 듀스                                              |          |                                      |
| 6회  | 6월 7일   | 잉크, 엄혜경, 김태우, 코나, 신대철, 신윤호, 탁이준이                        |          |                                      |
| 7회  | 6월 14일  | 탁이준이, E.O.S., 엄정화, 소나기, 디 보이즈                                 |          |                                      |
| 8회  | 6월 21일  | 잼, 조진호, 김현철, 신애라, 김민종, 김보성, 신기루                          |          |                                      |
| 9회  | 6월 28일  | 듀스, 잉크, 1730, 김준선, 엄혜경, 남경주, 이정화, 하수빈, 신기루            |          |                                      |
| 10회 | 7월 5일   | 신수경, 이지수, 정인정, 서지오, 봄여름가을겨울, 강수지, 변진섭              |          |                                      |
| 11회 | 7월 12일  | 도원경, 와일드 로즈, 소나기, 이무송, 왕영은, 이지훈, 최연제, 안진우, 조정현 | 미공개   |                                      |
| 12회 | 7월 19일  | 강지훈, 이덕진, 이상은, 조규찬, 색종이, 서상욱                              |          |                                      |
| 13회 | 7월 26일  | 김승기, 홍서범, 김준선, 김수희, 손무현, 신윤철                              |          |                                      |
| 14회 | 8월 2일   | 최연제, 신효범, 김태우, 안진우, 장종환, 서형무, 김민종                      | 미공개   |                                      |
| 15회 | 8월 9일   | 유영석, 박선주, 김현철, 박학기, 빛과 소금, 이정선, 엄인호, 김병규, 김형철   |          | 언더그라운드 음악과 함께             |
| 16회 | 8월 16일  | 윤상, 손무현, 페이퍼모드, 김형중, 노영심, 김정균, 오솔미, 신인수, E.O.S.    |          | 윤상, 노영심 미니 콘서트             |
| 17회 | 8월 23일  | 변진섭, 김광석, 한동준, 소방차, 잉크                                        |          | 노랫말이 있는 음악들                 |
| 18회 | 8월 30일  | 김현철, 이소라, 신성우, 김민종, 여행스케치, 낯선 사람들                     |          |                                      |
| 19회 | 9월 6일   | 헤비스, 박정운, 오석준, 색종이, 인공위성                                    |          |                                      |
| 20회 | 9월 13일  | 푸른하늘, 변진섭, 유영석, 박상민, 조규만                                    |          | 푸른하늘 고별 TV 콘서트              |
| 21회 | 9월 20일  | 톰과 제리, 조진호, 김태욱, 서상욱, 장종환, 이정철, 김준선, 강수지, 김지수   | 미공개   | 국내에서 사랑받는 인기 팝송 퍼레이드 |
| 22회 | 9월 27일  | 클로마, 김동후, 도원경, 오윤주, 김화수, 모자이크, 시실리, 와일드 로즈       |          |                                      |
| 23회 | 10월 4일  | 봄여름가을겨울, 한상원, 정원영, 송홍섭                                      |          | 봄여름가을겨울 수퍼밴드 콘서트       |
| 24회 | 10월 11일 | 이승환, 신윤정, 홍성민                                                      |          | 이승환 라이브 콘서트                 |

| 회차 | 코너               | 코너                                    |
| ---- | ------------------ | --------------------------------------- |
| 2회  | 스타 탄생          | 듀스편                                  |
| 2회  | 콩트               | Noi (n) se                              |
| 3회  | 김원준 병상 인터뷰 | 김원준 병상 인터뷰                      |
| 3회  | 스타 출발          | 듀스편                                  |
| 3회  | 스타 출발          | E.O.S.편                                |
| 3회  | 콩트               | 짬...                                   |
| 3회  | 우정 콘서트        | 캡틴퓨쳐편                              |
| 3회  | 우정 콘서트        | 강지훈편                                |
| 4회  | 스타 출발          | 와일드로즈편                            |
| 5회  | 스타 출발          | 잉크편                                  |
| 5회  | 스테이션 빌보드    | 보고 싶은 스타 손지창                   |
| 6회  | 스타 출발          | 코나편                                  |
| 7회  | 짬 이벤트          | 엄정화, 김호진편                        |
| 7회  | 스타 출발          | 소나기편                                |
| 8회  | 짬 이벤트          | 김민종, 김보성편                        |
| 9회  | 스타 출발          | 신기루편                                |
| 10회 | 초대석             | 봄여름가을겨울편                        |
| 11회 | 스타 출발          | 이지훈편                                |
| 12회 | 스타 출발          | 서상욱편                                |
| 16회 | 인터뷰             | 드라마 《내일은 사랑》 김정균, 오솔미편 |
| 17회 | 토크               | 소방차의 어제와 오늘                    |
| 22회 | 스타 출발          | 도원경편                                |
| 22회 | 스타 출발          | 오윤주편                                |
| 22회 | 스타 출발          | 김화수편                                |
| 22회 | 스타 출발          | 모자이크편                              |
| 22회 | 스타 출발          | 시실리편                                |

| 회차      | 가수                 | 곡목                                           |
| --------- | -------------------- | ---------------------------------------------- |
| 1회       | 노이즈               | 변명                                           |
| 1회       | 이무송               | 사는게 뭔지                                    |
| 1회       | 김준선               | 아라비안 나이트                                |
| 1회       | 신성우               | Rock'n Roll                                    |
| 1회       | 신성우               | 압구정동·공주병                                |
| 1회       | 신성우               | 꿈이라는건                                     |
| 1회       | 잼                   | 난 멈추지 않는다                               |
| 2회       | 김종서               | 그래도 이제는                                  |
| 2회       | 남경주               | A whole new world                              |
| 2회       | 이정화               | A whole new world                              |
| 2회       | 듀스                 | 나를 돌아봐                                    |
| 2회       | 노이즈               | 너에게 원한건                                  |
| 3회       | 나현희               | 사랑하지 않을거야                              |
| 3회       | E.O.S.               | 각자의 길                                      |
| 3회       | E.O.S.               | 꿈, 환상 그리고 착각                           |
| 3회       | 임하룡               | 내 사랑 맘보                                   |
| 3회       | 김준선               | 아라비안 나이트                                |
| 3회       | 캡틴 퓨쳐            | I don't wanna do                               |
| 3회       | 강지훈               | I don't wanna do                               |
| 4회       | 윤상                 | 다시 얘기를 해줘                               |
| 4회       | 와일드 로즈          | Knocking on Heaven’s door                      |
| 4회       | 와일드 로즈          | 내곁을 떠나                                    |
| 4회       | 1730                 | 그저 널 바라본 것뿐                            |
| 4회       | 색종이               | 사랑이라는 건                                  |
| 4회       | 하수빈               | 노노노노노                                     |
| 5회       | 노이즈               | 변명                                           |
| 5회       | 잼                   | 요즘 친구들                                    |
| 5회       | 잉크                 | 그래 이젠                                      |
| 5회       | 듀스                 | 나를 돌아봐                                    |
| 6회       | 잉크                 | 그래 이젠                                      |
| 6회       | 엄혜경               | 천일야화                                       |
| 6회       | 김태우               | 알려지지 않은 아라비안 나이트                  |
| 6회       | 코나                 | 그녀의 아침                                    |
| 6회       | 신대철신윤호         | I shot the sheriff                             |
| 6회       | 신대철신윤호         | 컴퓨터 세상                                    |
| 6회       | 탁이준이             | 예감했던 이별                                  |
| 7회       | 탁이준이             | 예감했던 이별                                  |
| E.O.S.    | 꿈, 환상 그리고 착각 |                                                |
| E.O.S.    | 각자의 길            |                                                |
| 엄정화    | 눈동자               |                                                |
| 소나기    | 마야 잉카            |                                                |
| 디 보이즈 | 스쳐가는 시간 속에   |                                                |
| 8회       | 잼                   | 우리 모두 사랑하자                             |
| 8회       | 조진호               | 노출된 꿈                                      |
| 8회       | 김현철               | 그대안의 블루                                  |
| 8회       | 신애라               | 그대안의 블루                                  |
| 8회       | 김현철               | 까만 치마를 입고                               |
| 8회       | 김민종               | 나를 찾아서                                    |
| 8회       | 신기루               | 회상                                           |
| 9회       | 듀스                 | 나를 돌아봐                                    |
| 9회       | 잉크                 | 그래 이젠                                      |
| 9회       | 1730                 | 나의 마음                                      |
| 9회       | 김준선               | 아라비안 나이트                                |
| 9회       | 엄혜경               | 천일야화                                       |
| 9회       | 남경주이정화         | Last night of the worldA whole new world       |
| 9회       | 하수빈               | 그대 나를 떠나가나요                           |
| 9회       | 신기루               | 회상                                           |
| 10회      | 신수경               | 아직 어린 나                                   |
| 10회      | 이지수               | 날 잊었을 그대에게                             |
| 10회      | 정인정               | 우리가 만난 건                                 |
| 10회      | 서지오               | 홀로서기                                       |
| 10회      | 강수지               | 그때는 알겠지                                  |
| 10회      | 변진섭               | 친구가 말하길                                  |
| 11회      | 도원경               | 성냥갑 속의 내 젊음아                          |
| 11회      | 와일드 로즈          | 내 곁을 떠나                                   |
| 11회      | 소나기               | 마야 잉카                                      |
| 11회      | 이무송               | Ticket to the tropic                           |
| 11회      | 이무송               | Imagine                                        |
| 11회      | 이무송               | Sorry seems to be the hardest words            |
| 11회      | 이무송               | 젊은 연인들                                    |
| 11회      | 왕영은               | 젊은 연인들                                    |
| 11회      | 이지훈               | 나, 자유 그리고 미래                           |
| 11회      | 최연제안진우조정현   | Newyork state of mind새들처럼                  |
| 12회      | 강지훈               | 비오는 날의 수채화                             |
| 12회      | 이덕진               | 비오는 날의 수채화                             |
| 12회      | 이덕진               | 굿바이 엑스트라                                |
| 12회      | 강지훈               | 술취한 비둘기                                  |
| 12회      | 이상은               | Didn't we almost have it all                   |
| 12회      | 이상은               | 사랑하기 때문에                                |
| 12회      | 이상은               | 나와 함께                                      |
| 12회      | 조규찬               | 나와 함께                                      |
| 12회      | 색종이               | 여행을 떠나요                                  |
| 12회      | 서상욱               | 지금 나는                                      |
| 13회      | 김승기               | 햄(HAM)                                        |
| 13회      | 홍서범               | 불놀이야                                       |
| 13회      | 김준선               | 불놀이야                                       |
| 13회      | 김수희               | 애모                                           |
| 13회      | 손무현               | 로큰롤 잼                                      |
| 13회      | 신윤철               | 로큰롤 잼                                      |
| 13회      | 손무현               | 바다로 간 너는                                 |
| 13회      | 신윤철               | 나의 친구가 연인같아                           |
| 14회      | 최연제               | That's what friends are for                    |
| 14회      | 신효범               | That's what friends are for                    |
| 14회      | 김태우               | That's what friends are for                    |
| 14회      | 안진우               | That's what friends are for                    |
| 14회      | 안진우               | I just called to say I love you                |
| 14회      | 최연제               | I'll be there                                  |
| 14회      | 신효범               | I'll be there                                  |
| 14회      | 김태우               | 날 떠나보내려는 너에게                         |
| 14회      | 신효범               | 언제나 그 자리에                               |
| 14회      | 김태우               | A whole new world                              |
| 14회      | 신효범               | A whole new world                              |
| 14회      | 장종환               | Still loving you                               |
| 14회      | 서형무               | She’s gone                                     |
| 14회      | 김민종               | 하늘 아래서                                    |
| 14회      | 김민종               | 사람들은 모두 변하나봐                         |
| 15회      | 유영석               | 우리 모두 여기에                               |
| 15회      | 박선주               | 우리 모두 여기에                               |
| 15회      | 김현철               | 우리 모두 여기에                               |
| 15회      | 박학기               | 우리 모두 여기에                               |
| 15회      | 빛과 소금            | 샴푸의 요정                                    |
| 15회      | 김현철               | 그대 안의 블루                                 |
| 15회      | 박선주               | 그대 안의 블루                                 |
| 15회      | 박학기               | The more we try                                |
| 15회      | 이정선               | 산사람                                         |
| 15회      | 엄인호               | 김현식을 기리며                                |
| 15회      | 김병규김형철         | 어둠 그 별빛                                   |
| 15회      | 김병규김형철         | 골목길                                         |
| 15회      | 전 출연자            | 우리네 인생                                    |
| 16회      | 윤상                 | 아멘                                           |
| 16회      | 손무현               | 아멘                                           |
| 16회      | 페이퍼모드           | 아멘                                           |
| 16회      | 김형중               | 소년                                           |
| 16회      | 노영심               | 별걸 다 기억하는 남자                          |
| 16회      | 윤상                 | 이별 없던 세상                                 |
| 16회      | 노영심               | 이별 없던 세상                                 |
| 16회      | 손무현               | 바다로 간 너는                                 |
| 16회      | 윤상                 | 후회                                           |
| 16회      | 신인수               | 장미의 미소                                    |
| 16회      | E.O.S.               | 꿈, 환상 그리고 착각                           |
| 17회      | 변진섭김광석한동준   | 그대가 이 세상에 있는 것만으로                 |
| 17회      | 변진섭김광석한동준   | 기다려줘                                       |
| 17회      | 변진섭김광석한동준   | 새들처럼                                       |
| 17회      | 변진섭               | 너를 사랑해                                    |
| 17회      | 한동준               | 너를 사랑해                                    |
| 17회      | 변진섭               | 그대 내게 다시                                 |
| 17회      | 한동준               | 행복을 주는 사람                               |
| 17회      | 김광석               | 나의 노래                                      |
| 17회      | 잉크                 | 그녀에게 전해주오                              |
| 17회      | 잉크                 | 일급 비밀                                      |
| 17회      | 김태형               | 흠뻑 취하고 싶어                               |
| 17회      | 잉크                 | 깊은 우리 사랑                                 |
| 18회      | 김현철               | 그대 안의 블루                                 |
| 18회      | 이소라               | 그대 안의 블루                                 |
| 18회      | 신성우               | 친구라고 말할 수 있는건                        |
| 18회      | 김민종               | Heaven                                         |
| 18회      | 김민종               | 비                                             |
| 18회      | 여행스케치           | Unchained melody                               |
| 18회      | 여행스케치           | 옛 친구에게                                    |
| 18회      | 낯선 사람들          | 해의 고민                                      |
| 18회      | 낯선 사람들          | 동물원                                         |
| 19회      | 헤비스               | 모두 출근후에                                  |
| 19회      | 박정운오석준         | 내일이 찾아오면                                |
| 19회      | 박정운오석준         | 웃어요                                         |
| 19회      | 박정운               | 솔직히 말하자면                                |
| 19회      | 오석준               | 겨울바람                                       |
| 19회      | 색종이               | 사랑이라는 건                                  |
| 19회      | 인공위성             | Love of My Life                                |
| 19회      | 인공위성             | 사랑이라 부를 수 있을까                        |
| 19회      | 색종이               | 혼자이지만은 않아                              |
| 20회      | 푸른하늘             | 혼자 사는 세상                                 |
| 20회      | 변진섭               | 그대 내게 다시                                 |
| 20회      | 유영석               | 연극이 끝나고 난 뒤                            |
| 20회      | 변진섭               | 연극이 끝나고 난 뒤                            |
| 20회      | 푸른하늘             | 눈물나는 날에는                                |
| 20회      | 푸른하늘             | 겨울바다                                       |
| 20회      | 푸른하늘             | 자아도취                                       |
| 20회      | 박상민               | 너를 떠나보내고                                |
| 20회      | 조규만               | 리듬에 맞춰                                    |
| 20회      | 푸른하늘             | 푸른 하늘                                      |
| 20회      | 전 출연자            | 마지막 그 아쉬움은 기나긴 시간속에 묻어둔 채로 |
| 21회      | 톰과 제리            | 슬럼프                                         |
| 21회      | 조진호               | She's gone                                     |
| 21회      | 김태욱               | A tale that wasn't right                       |
| 21회      | 서상욱               | A tale that wasn't right                       |
| 21회      | 조진호               | A tale that wasn't right                       |
| 21회      | 장종환               | Rock & Roll                                    |
| 21회      | 이정철               | Tears In heaven                                |
| 21회      | 김준선               | Everything I do, I do it for you               |
| 21회      | 강수지               | The beauty and beast                           |
| 21회      | 김준선               | The beauty and beast                           |
| 21회      | 김지수               | Be my baby                                     |
| 21회      | 전 출연자            | Can't help falling in love                     |
| 22회      | 클로마               | 세상은                                         |
| 22회      | 클로마               | 꿈이 없는 세상                                 |
| 22회      | 김동후               | 널 사랑하는 이유                               |
| 22회      | 도원경               | 성냥갑 속 내 젊음아                            |
| 22회      | 오윤주               | 탈출 24시                                      |
| 22회      | 김화수               | 마지막 한번 더                                 |
| 22회      | 모자이크             | 너의 사고방식                                  |
| 22회      | 시실리               | 비디오 걸                                      |
| 22회      | 와일드 로즈          | 그대처럼                                       |
| 23회      | 슈퍼밴드             | 알 수 없는 질문들                              |
| 23회      | 슈퍼밴드             | 거리에 서서                                    |
| 23회      | 슈퍼밴드             | 삼류 음악가                                    |
| 23회      | 슈퍼밴드             | 아웃사이더                                     |
| 23회      | 슈퍼밴드             | 물망초                                         |
| 23회      | 슈퍼밴드             | 가버린 날들                                    |
| 24회      | 이승환               | 덩크슛                                         |
| 24회      | 이승환               | 나는 나일뿐                                    |
| 24회      | 이승환               | 사랑하는 걸                                    |
| 24회      | 이승환               | 너를 향한 마음                                 |
| 24회      | 신윤정               | 잊을순 없는거야                                |
| 24회      | 이승환               | 기다린 날도 지워질 날도                        |
| 24회      | 신윤정               | 기다린 날도 지워질 날도                        |
| 24회      | 이승환               | 내게                                           |
| 24회      | 홍성민               | Blue                                           |
| 24회      | 이승환               | 하숙생                                         |

## 같이 보기
- KBS 대학가요축제
- 가요 톱 10
- 100분 쇼 → 쇼86 → 쇼 여러분 → 쇼 특급 → 쇼 토요특급 (KBS 1TV)
- 토요대행진 (KBS 2TV)
- 젊음의 행진 (KBS 2TV)